# Чельцов, Пётр Алексеевич
Пётр Алексеевич Чельцов (20 августа 1888, село Шехмина слобода, Рязанский уезд, Рязанская губерния — 12 сентября 1972, село Великодворье, Гусь-Хрустальный район, Владимирская область) — митрофорный протоиерей Русской православной церкви. В 2000 году прославлен Русской православной церковью в лике святых как исповедник.

## Биография
Родился в семье псаломщика (впоследствии священника).
Окончил Рязанское духовное училище (1904), Рязанскую духовную семинарию (1910) и Киевскую духовную академию со степенью кандидата богословия (1915).
Обвенчан с Марией Ивановной Стародубцевой, приёмная дочь Мария.
В 1911–1912 годах иерей в Георгиевском храме села Уляхино Касимовского уезда Рязанской губернии, законоучитель в местной церковно-приходской школе и школе грамоты села Сивцево.
С 1915 года преподаватель Священного Писания Ветхого Завета в Смоленской духовной семинарии, законоучитель и инспектор классов в Смоленском епархиальном женском училище. С 1916 года член Смоленской учёной архивной комиссии и епархиального Комитета помощи жертвам войны, редактор «Смоленских епархиальных ведомостей», товарищ председателя Братства преподобного Авраамия Смоленского, делегат съезда духовенства и церковных старост Смоленской епархии.
Награждён набедренником (1915), скуфьёй (1916), камилавкой и наперсным крестом (1917).
В 1917 году делегат Всероссийского съезда педагогов и деятелей духовных школ; член Поместного Собора Православной Российской Церкви по избранию как клирик от Смоленской епархии, участвовал в 1–2-й сессиях, член III, VII, VIII, XI, XIII отделов.
С 1918 года библиотекарь в Смоленском университете. В ноябре избран прихожанами настоятелем Ильинского храма в Смоленске.
С 1921 года протоиерей, благочинный храмов Смоленска, преподаватель литургики и гомилетики на пастырских курсах, экзаменатор кандидатов во священники и диаконы.
В 1922 году за «сопротивление изъятию церковных ценностей» на 2 месяца заключён в тюрьму.
Награждён крестом с украшениями (1923) и митрой (1927).
В 1927 году по обвинению в «групповой антисоветской деятельности и распространении к/р литературы» заключён на 3 года в Соловецкий лагерь особого назначения, где после окончания курсов работал фельдшером.
В 1929 году сослан в город Кадников Вологодского округа Северного края, работал на дому сапожником.
В 1933 году как «участник контрреволюционной группировки среди ссыльных» приговорён к 3 годам концлагеря, срок отбывал в исправительно-трудовой колонии города Коноша Северного края, работал фельдшером и на лесоповале.
С 1936 года настоятель Казанского храма в селе Нарма Курловского района Владимирской области.
В 1941 году за «неуплату государственного налога» заключён на год в Угличский ИТЛ.
В 1942 году вернулся в свой храм.
С 1943 года настоятель Христорождественского храма в селе Заколпье Гусь-Хрустального района Владимирской области.

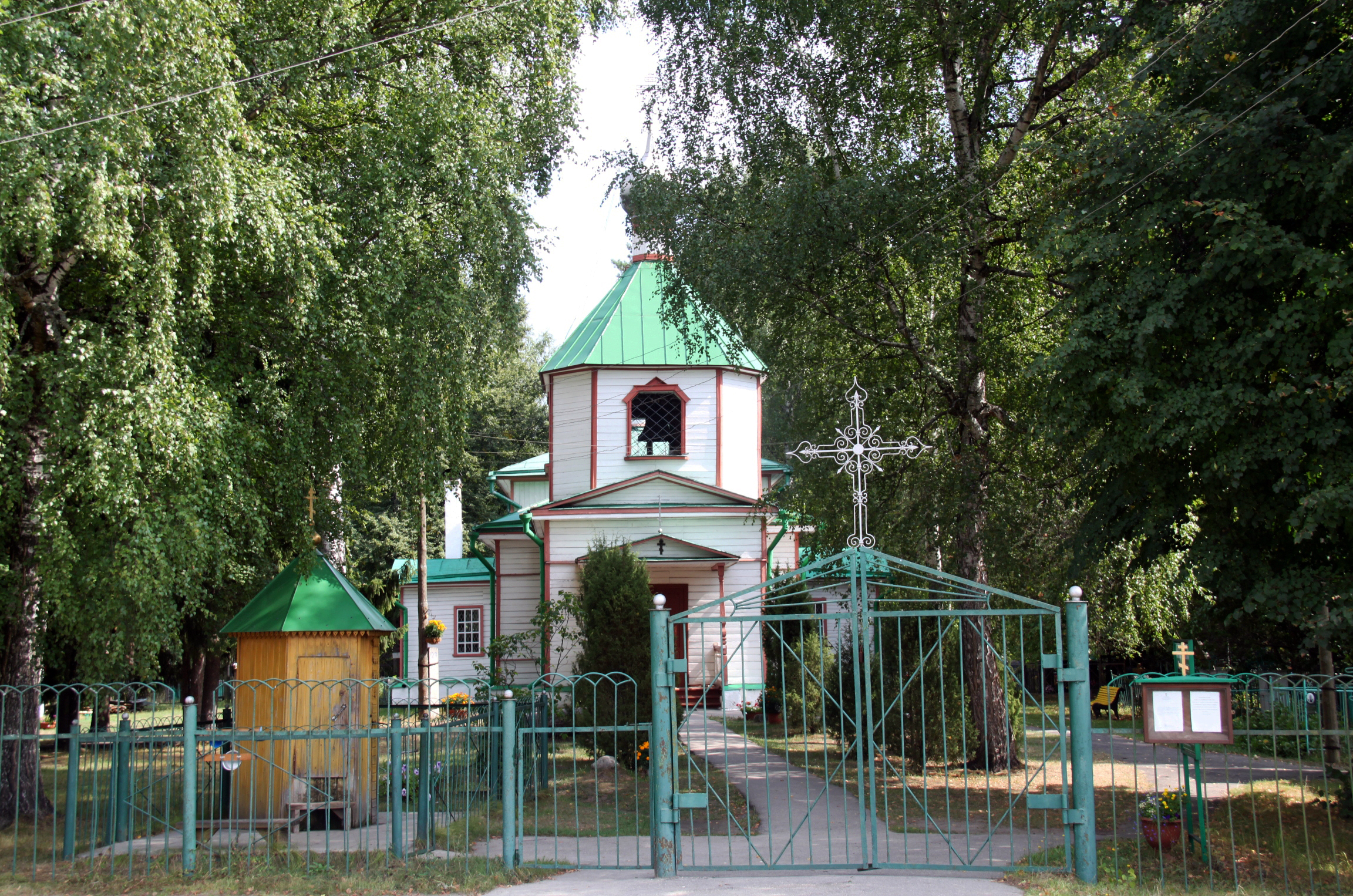
Храм Великомученицы Параскевы Пятницы в селе Великодворье

В 1949 году заключён во Владимирскую тюрьму и через полгода за «участие в антисоветской группе» (виновным себя не признал) был приговорён к 10 годам ИТЛ. Срок отбывал в ИТЛ «Минеральный» Коми АССР, работал регистратором в санитарной части и заведующим камерой хранения личных вещей. В 1955 году досрочно освобожден как престарелый инвалид 2-й группы.
С 1956 году настоятель храма великомученицы Параскевы Пятницы в селе Великодворье Гусь-Хрустального района Владимирской области. Обрёл дары прозорливости и целительства.
Награждён правом служения Литургии с отверстыми Царскими вратами до «Отче наш» (1963), орденом Святого Владимира 2-й степени (1967), вторым крестом с украшениями (1968).
Причислен к лику святых Новомучеников и Исповедников Российских на Юбилейном Архиерейском Соборе Русской Православной Церкви в августе 2000 года для общецерковного почитания. Память совершается 12 сентября по новому стилю. Мощи покоятся в том же храме.

## Сочинения
- Изложение содержания и очерк богословия Книги пророка Иезекииля // ИР НБУВ. Ф. 304. Д. 2368.
- Слово на день прославления свт. Иоанна Тобольского // Смоленские епархиальные ведомости. 1916. — № 15.
- Христос воскресе! // Смоленские епархиальные ведомости. 1917. — № 5/6.
- От совета училища // Смоленские епархиальные ведомости. 1917. — № 13.
- Из соборных впечатлений // Смоленские епархиальные ведомости. 1917. — № 18.
- С Церковного Собора // Смоленские епархиальные ведомости. 1917. — № 22.